# Eugène Durieu

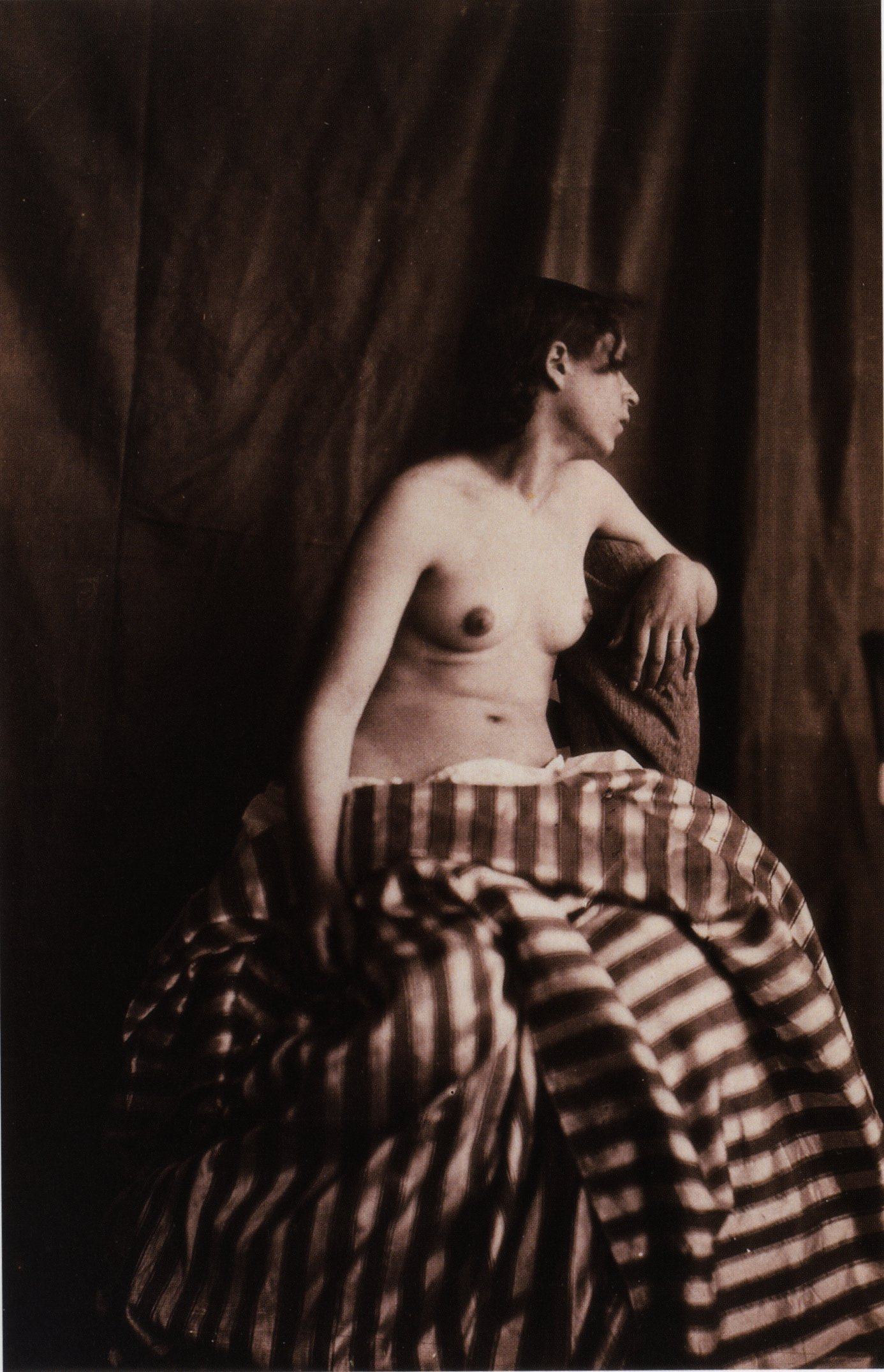
Durieův akt

Jean Louis Marie Eugène Durieu [eužén dyrijö] (1800 Nîmes, Francie – 1874 Paříž) byl francouzský fotograf. Byl známý především svými průkopnickými fotografiemi aktů mužů a žen. Řadu jeho modelek také maloval Eugène Delacroix, se kterým byli přátelé.

## Život a dílo
Eugène Durieu pracoval jako právník. Jeho poslední činností byl post generálního inspektora pro vzdělávání a kulturu ve francouzské vládě. V roce 1849 předčasně z funkce odešel a věnoval se fotografii. Dne 15. listopadu 1854 v Paříži založili pánové Olympe Aguado, Hippolyte Bayard, Alexandre Edmond Becquerel, Eugène Durieu, Edmond Fierlants, Jean-Baptiste Louis Gros, Gustave Le Gray, Henri Victor Regnault francouzské fotografické sdružení a jednu z nejstarších fotografických společností na světě Société française de photographie (Francouzská fotografická společnost).
Okolo roku 1853 spolupracoval s Eugènem Delacroix na sérii fotografií s tématem mužského a ženského aktu. Delacroix měl na starost organizaci a kompozici, Durieu technickou realizaci.

## Galerie

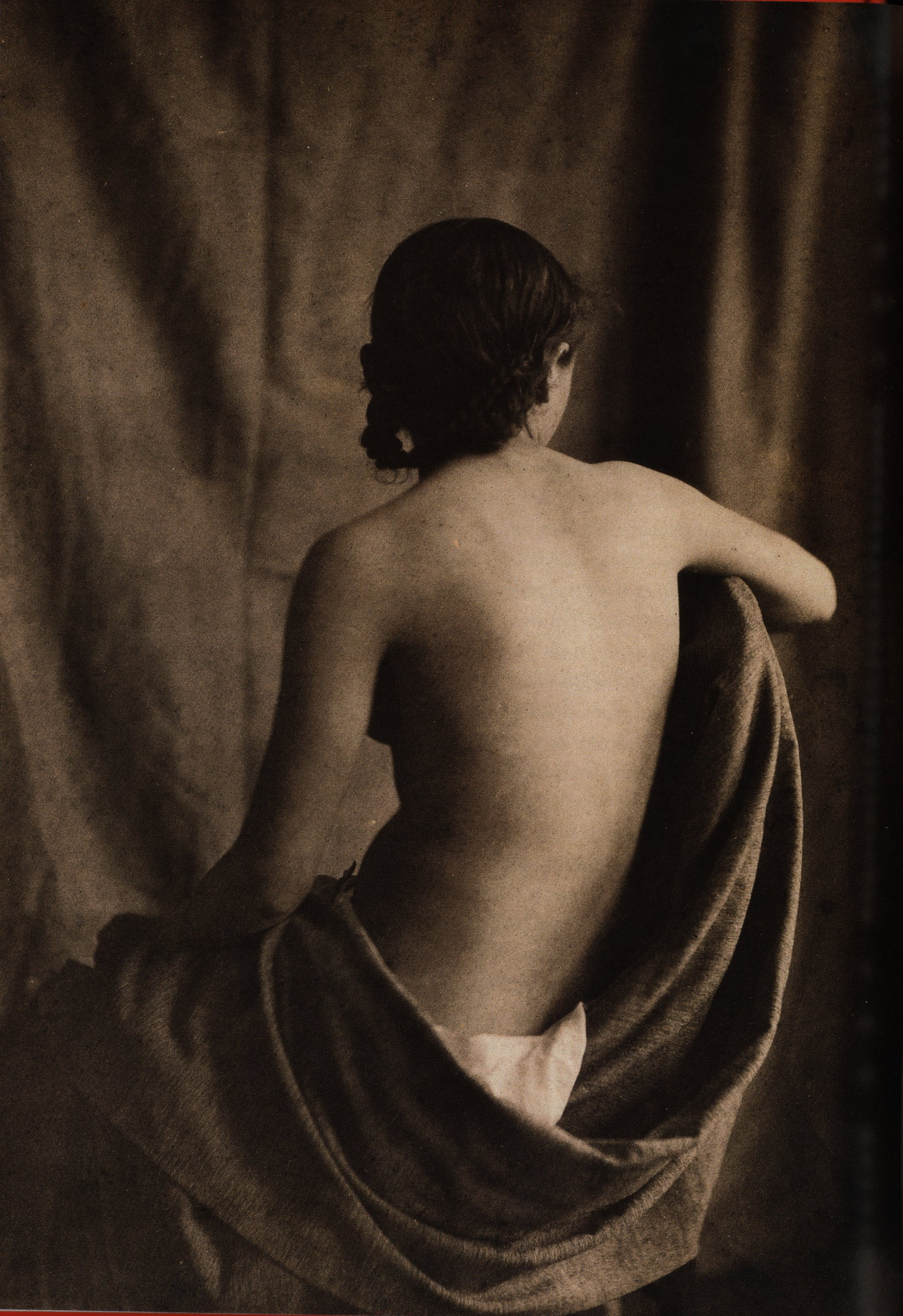
E. Delacroix a Eugène Durieu: jedna z prvních fotografií aktu z roku 1853, která sloužila Delacroiovi jako předloha
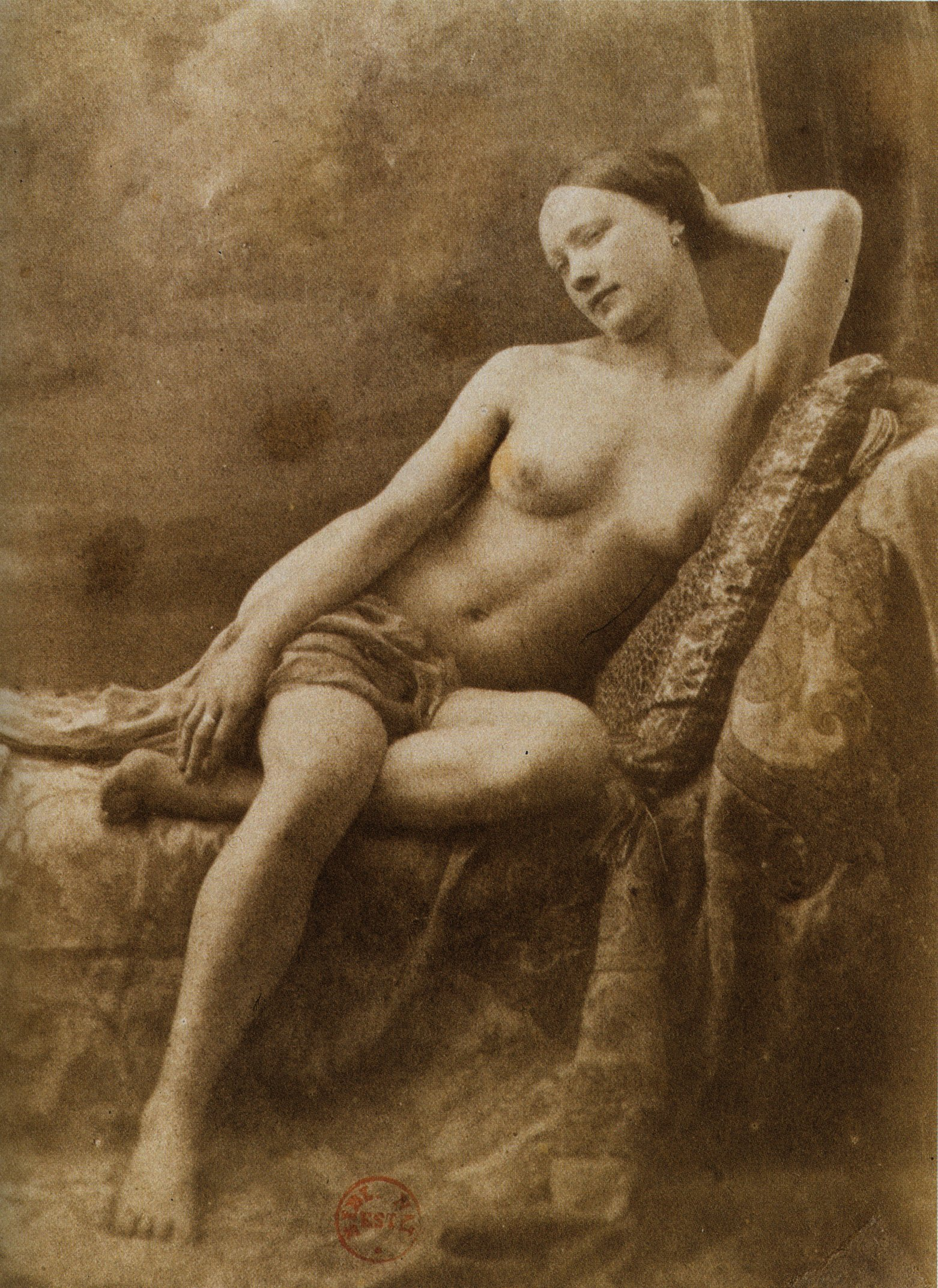
Academy figure, kalotypie
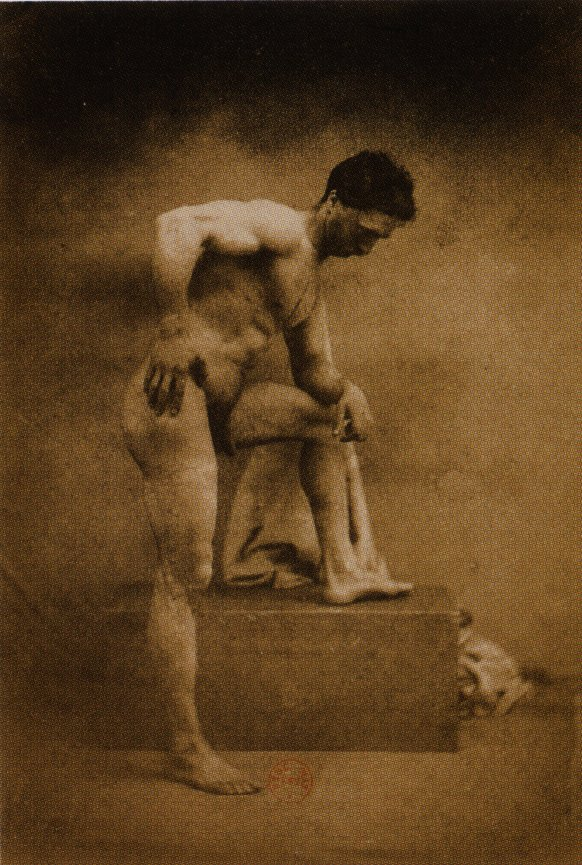
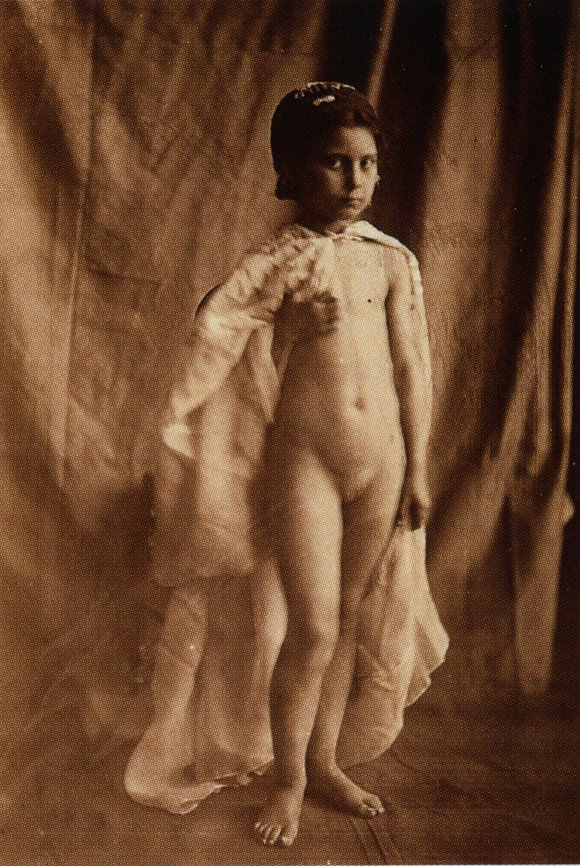
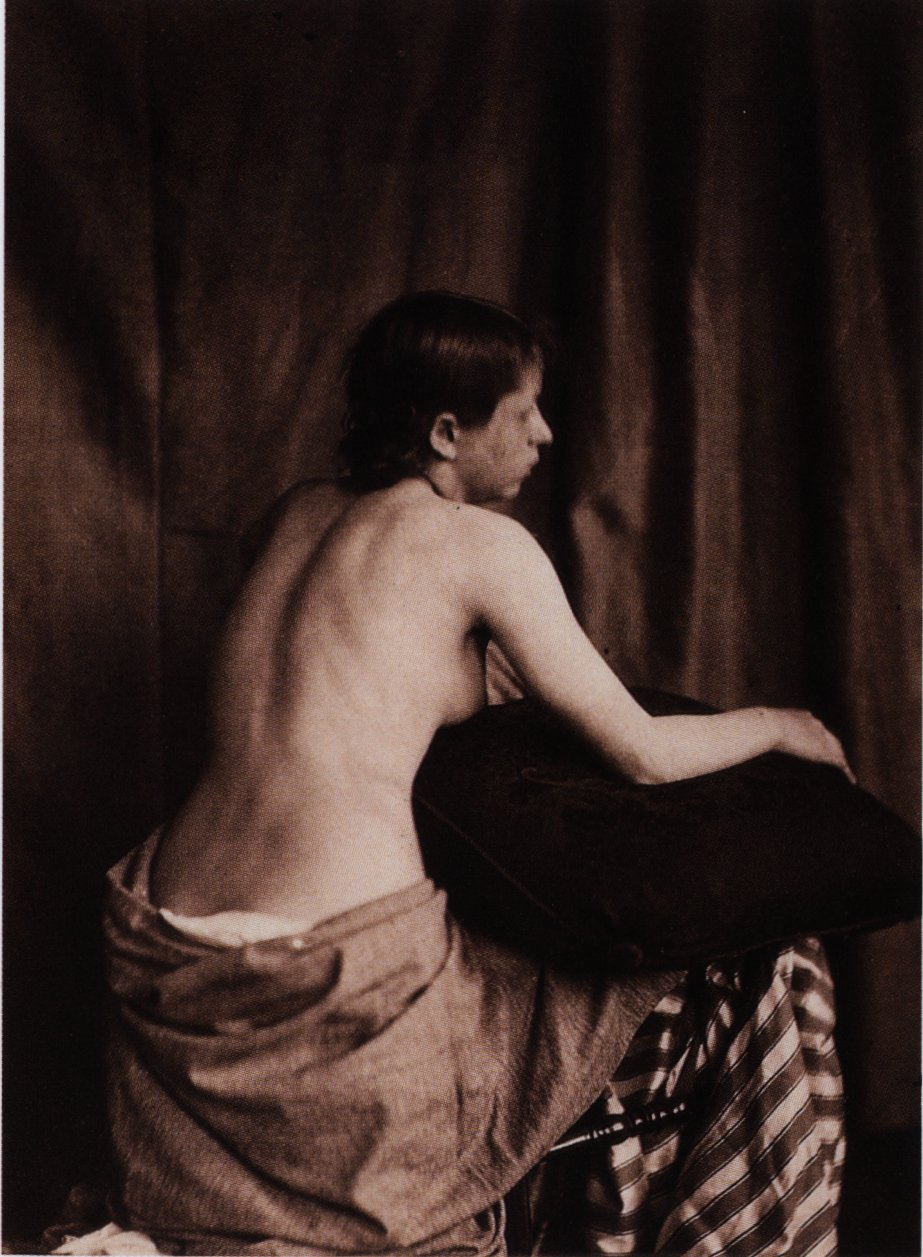
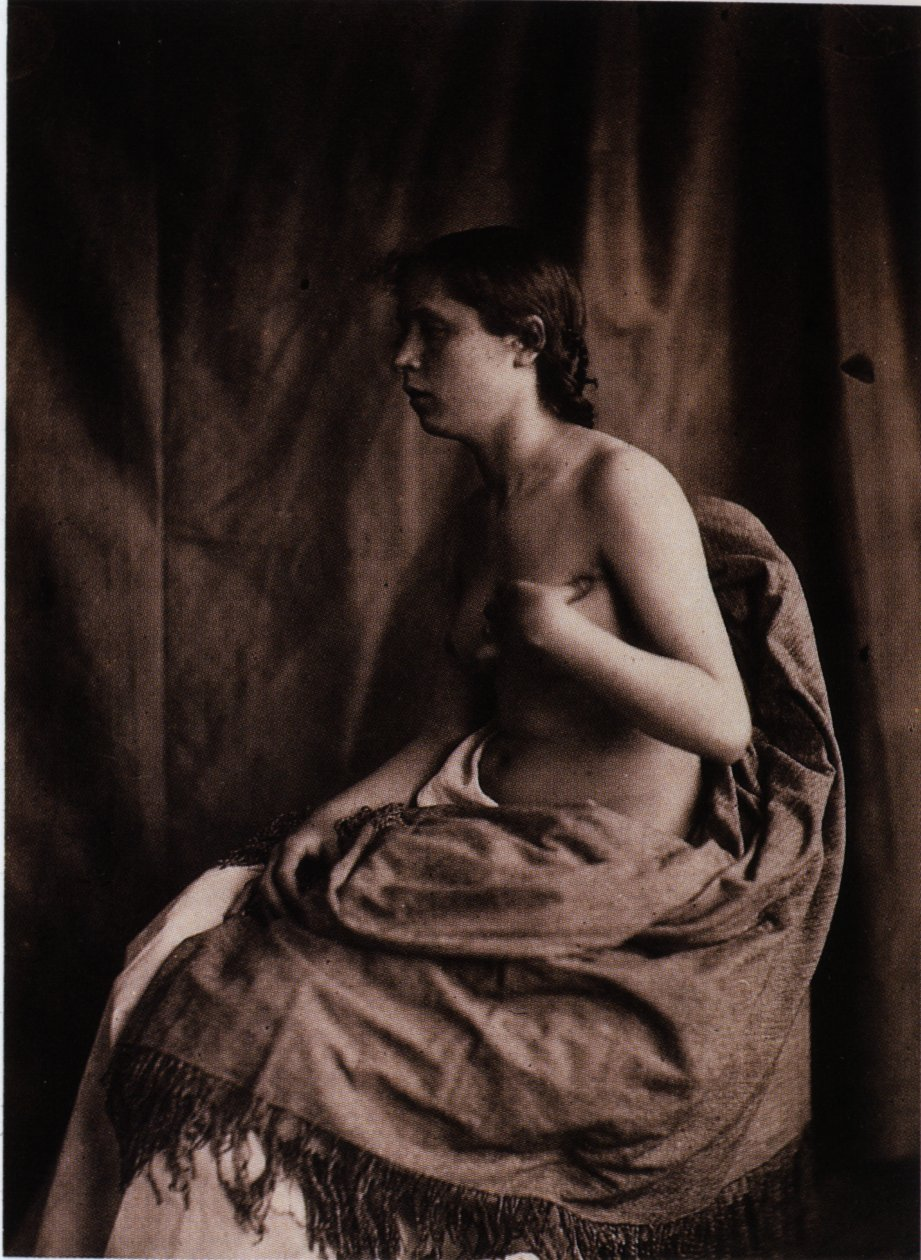
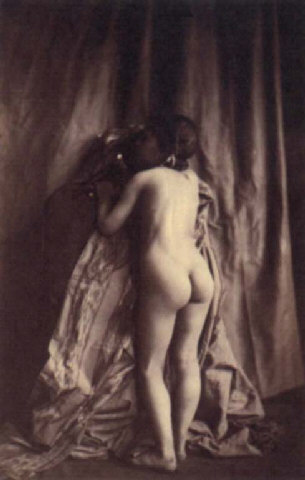
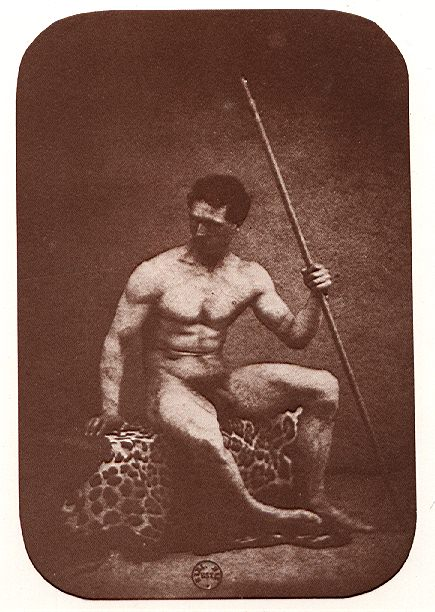